# Mændene fra Weerdinge
Mændene fra Weerdinge (nederlandsk: Paar van Weerdinge) er to moselig fra yngre jernalder, som blev fundet af tørvearbejderen Hilbrand Gringhuis den 29. juni 1904 i Weerdingerveen ved Weerdinge i Drenthe, Nederlandene.
Moseligene befinder sig i Drents Museum i Assen.
Mændene fra Weerdinge blev først bragt til lighuset på gravlunden i Nieuw-Weerdinge. For at transporteres dertil blev ligene rullet op og lagt i en kiste. I første omgang gik man ud fra, at ligene var af en mand og en kvinde, men senere DNA-undersøgelser har vist, at begge er mænd, og at de ikke har samme moder. Oprindelig blev fundet kaldt ægteparret fra Weerdinge og i folkemunde ægteparret Veenstra (veen er nederlandsk for tørv). Moseligene dateres til 40 f.Kr.–50 e.Kr. (slutningen af keltisk jernalder eller begyndelsen af ældre romersk jernalder). Moseliget til venstre er antagelig blevet dræbt af et knivstik i brystet. Mens enkelte organer fortsat er bevarede, er de fleste knogler forsvundet, hvilket må tilskrives de syrer, som fandtes i tørvemosen.
Ydepigen er et andet nederlandsk moselig fra den samme periode.